# Sticky Dough
"Sticky Dough" é uma canção gravada originalmente pela cantora pop norueguesa Charite Viken, conhecida por participar do Melodi Grand Prix Nordic Junior, em 2002, e posteriormente do Festival Eurovisão da Canção, em 2009. Foi composta por Ronny Svendsen, Anne Judith Wik, Robin Jenssen e Nermin Harambasic e produzida pela equipe musical Stargate e lançada em 5 de novembro de 2005.

### Vídeo musical
O videoclipe da canção mostra Charite dançando em um cenário escuro com suas dançarinas Kari, Eillen K. e Carina Dahl, que viria a regravar a canção anos depois. Um grupo de rapazes surge e desafiam Charite e suas companheiras para uma competição de dança. Atualmente o vídeo pode ser encontrado apenas em uma versão cortada em redes sociais.

### Outras versões
Em 2010 a canção foi regravada pela cantora norueguesa Carina Dahl, que havido participado como bailarina do videoclipe da versão original. Originalmente foi gravada para integrar seu primeiro álbum, Hot Child, lançado em 6 de dezembro de 2010, porém a faixa foi excluída na pré-seleção e foi descartada do disco. Algum tempo depois a versão foi liberada online no website da cantora. A produção é da equipe do Stargate.

### Desempenho nas tabelas
| Parada (2005)      | Melhores posições |
| ------------------ | ----------------- |
| Noruega (VG-lista) | 25                |

## Versão de f(x)
"Dangerous" é uma canção do grupo sul-coreano f(x). A canção é uma versão de "Sticky Dough", originalmente lançada pela cantora norueguesa Charite Viken. O grupo gravou uma versão em sua língua nativa, em 2011, para seu primeiro álbum, Pinocchio, mudando o título da faixa para "Dangerous".

### Composição e desenvolvimento
Originalmente a canção tinha o título de "Sticky Dough", sendo gravada antes pela cantora norueguesa Charite Viken. O grupo gravou uma versão da mesma, na qual o refrão foi alterado, mantendo apenas as estrofes originais. O título também foi alterado para "Dangerous". A composição das novas partes incorporadas foi feita pelo cantor sul-coreano Kenzie e produção ficou por conta de Lee Soo Man.

### Recepção da crítica
A versão sofreu diversas comparações com a de Carina Dahl, que havia gravado-a também meses antes, gerando um mal estar entre os a base de fãs de ambos artistas. O site Ningin fez críticas positivas, dizendo que a versão de f(x) era superior as lançadas anteriormente.

### Desempenho nas tabelas
| Parada (2011)               | Melhores posições |
| --------------------------- | ----------------- |
| Coreia do Sul (Gaon charts) | 68                |

## Versão de Wanessa Camargo
"Sticky Dough" é uma canção da cantora pop brasileira Wanessa com participação da DJ e rapper estadunidense Bam Bam, lançada como primeiro single de seu sétimo álbum intitulado DNA, em 5 de julho de 2011. A canção conta com a produção do DJ brasileiro Mister Jam, que já havia trabalhado com Wanessa em seu trabalho anterior, sendo que em 20 de junho de 2011 foi liberado uma previa da faixa, contendo elementos que vão do funk carioca, pop ao dubstep.

### Promoção
Em 16 de julho de 2011 Wanessa fez sua primeira apresentação ao-vivo da canção no programa Caldeirão do Huck, de Luciano Huck. Na semana seguinte, em 24 de julho de 2011, Wanessa apresentou da canção no programa Domingão do Faustão para a divulgação do álbum DNA, a ser lançado naquela mesma semana. A cantora apresentou um medley de "Sticky Dough" e seu trabalho anterior "Worth It" (2010), no "Prêmio Jovem Brasileiro", no dia 19 de setembro de 2011. No dia 24 de setembro de 2011, Wanessa cantou ao-vivo a canção no programa Altas Horas. Em 24 de Agosto de 2015 a cantora fez uma apresentação da música no programa Máquina da Fama da emissora SBT, em um cenário inspirado no vídeo musical da canção.

### Recepção da crítica
Mauro Ferreira do portal Notas Musicais, elogiou a faixa como sendo "a mais ousada do disco - e também uma das mais interessantes". Ele destacou a fusão de estilos musicais, afirmando que "Sticky Dough cruza toda a informação pop do disco com as levadas do funk carioca e do dubstep em resultado harmônico". A participação da rapper norte-americana Bam Bam foi especialmente destacada como um elemento que impulsionou a música. Durante as gravações do programa O Melhor do Brasil apresentado por Rodrigo Faro, a cantora estadunidense Jennifer Lopez elogiou a música dizendo que os elementos eletrônicos com o funk carioca casaram perfeitamente.

### Vídeo musical
No dia 26 de agosto de 2011 foi lançado o vídeo musical do single no seu canal no You Tube e logo depois no seu canal oficial do VEVO onde obteve mais de 2 milhões de visualizações já na primeira semana. O vídeo que foi filmado no final de junho, mostra Wanessa conversando com Bam Bam e dizendo que as mulheres podem praticar e ganhar nos esportes que são mais praticados por homens, e neste conceito as cenas vão se alternando mostrando Wanessa disputando boxe, basquete e atletismo sendo a vencedora em todos.

### Faixas e formatos
| Download digital |                                |                                                                                 |         |  |
| N.º              | Título                         | Compositor(es)                                                                  | Duração |  |
| 1.               | "Sticky Dough" (feat. Bam Bam) | Anne Judith Wik Fabianno Almeida Robin Jenssen Ronny Svendsen Nermin Harambasic | 3:40    |  |